# 블라디미르 마케이
블라디미르 블라디미로비치 마케이(러시아어: Владимир Владимирович Макей, 벨라루스어: Уладзімір Уладзіміравіч Макей 울라지미르 울라지미라비치 마케이, 1958년 8월 5일 ~ 2022년 11월 26일)는 벨라루스의 정치인으로, 2012년부터 2022년까지 벨라루스 외무장관으로 재직했다.

## 생애
마케이는 벨라루스 소비에트 사회주의 공화국 흐로드나주에 위치한 작은 마을에서 태어났다. 1980년, 국립 민스크 외국어 대학교를 졸업했다. 마케이는 소련군에서 복무했으며, 소련 해체 이후에는 벨라루스군에서 복무했다. 1993년 대령으로 퇴역했으며, 같은 해 오스트리아 외교 아카데미를 졸업하였다. 마케이는 정부의 여러 부서(정보 및 인도주의 협력, 분석 및 예측, 장관실, 국가 외교 의례)에서 요직을 맡았다. 1996년부터 1999년까지는 프랑스에 있는 벨라루스 대사관에서 고문으로 일했으며, 동시에 유럽 평의회에서 벨라루스를 대표했다. 2000년부터 2008년까지는 알렉산드르 루카셴코 벨라루스 대통령의 보좌관을 지냈으며, 2008년부터 2012년까지는 대통령 비서실장을 지냈다. 2012년 8월 20일부터 2022년 11월 26일에 사망할 때까지 벨라루스 외교부 장관으로 재직했다.
2020년 벨라루스 시위 기간 동안, 마케이는 외교부 회의에서 국가 정책에 동의하지 않는 모든 사람은 외교부를 떠나야 한다고 말했다. 마케이는 또한 외교부 직원들이 시위 활동에 참여하는 것을 금지했다. 백지로 팻말 시위를 벌인 직원 두 명이 1주일 만에 해고됐다 (그 가운데 한 명은 기자들에게 자신이 "직무에 대한 중대한 위반"으로 해고됐다고 말했다).
2021년 2월, 마케이는 외교관들이 소요를 촉구하고, "반국가" 정보를 게시했다고 비난했다.
벨라루스 자유극장의 감독인 미칼라이 칼레진은 마케이가 자신의 반루카셴코 활동을 언급하면서 극장의 평판을 떨어뜨리려고 했다고 주장했다.
파벨 라투시코 전 프랑스·폴란드 주재 벨라루스 대사는 마케이가 유럽과 미국 외교관 앞에서 반러시아적 견해를 표명했지만, 2020년 선거 이후 역풍을 맞았다고 주장했다.
마케이는 벨라루스어, 러시아어, 독일어, 영어를 할 수 있다.